# セヴァストポリ国際空港
セヴァストポリ国際空港（セヴァストポリこくさいくうこう、ウクライナ語: Міжнародний аеропорт Севастополь "Бельбек"、ロシア語: Международный аэропорт "Бельбек"）は、クリミア半島のクリミア共和国セヴァストポリに位置する、軍民共用の飛行場。ベルベク空港ともいう。
2014年のロシアによるクリミアの併合によってロシア連邦の支配下となり、ロシア航空宇宙軍のベルベク空軍基地（ロシア語: Авиабаза «Бельбек»）として使用され、Su-27およびSu-30M2戦闘機を運用する第27混成航空師団第38戦闘機航空連隊が所在している。
なお、民間航空路線は2014年のクリミア併合以後、運航停止となっている。

## 所在部隊
- 第4航空・防空軍隷下
  - 第27混成航空師団
    - 第38戦闘機航空連隊 - Su-27P/SM/UB/UP、Su-30M2